# Österreichische Fußball-Frauenmeisterschaft 1981/82
Die österreichische Fußball-Frauenmeisterschaft 1981/82 war die zehnte Meisterschaft im österreichischen Frauenfußball nach der 35-jährigen Pause zwischen 1938 und 1972. Sie bestand aus der 13. Auflage einer höchsten Spielklasse (Damenliga Ost – 1. Leistungsstufe) sowie einer dritten Auflage einer zweithöchsten Spielklasse (Damenliga Ost 2. Leistungsstufe) und wurde vom Wiener Fußball-Verband veranstaltet.

## Erste Leistungsstufe – Damenliga Ost

### Modus
Jeder spielte gegen jeden zweimal in insgesamt zwölf Runden. Ein Sieg wurde mit zwei Punkten belohnt, ein Unentschieden mit einem Zähler.

### Saisonverlauf
Die Liga setzte sich gegenüber dem Vorjahr, in dem sechs Teams teilnahmen, nun aus sieben Vereinen zusammen. Als neue Mannschaft debütierte der DFC Alland-Brunn. Meister wurde der USC Landhaus, der damit seinen fünften Titel gewann.

### Abschlusstabelle
Die Meisterschaft endete mit folgendem Ergebnis:
| Pl.                                                | Verein                   | Sp. | S  | U | N  | Tore    | Diff. | Punkte |
| -------------------------------------------------- | ------------------------ | --- | -- | - | -- | ------- | ----- | ------ |
| 1.                                                 | USC Landhaus (M)         | 12  | 11 | 1 | 0  | 043:800 | +35   | 23     |
| 2.                                                 | DFC Ostbahn XI (C)       | 12  | 8  | 3 | 1  | 037:120 | +25   | 19     |
| 3.                                                 | Union Kleinmünchen       | 12  | 5  | 3 | 4  | 024:240 | ±0    | 13     |
| 4.                                                 | LUV Graz (N)             | 12  | 5  | 1 | 6  | 022:200 | +2    | 11     |
| 5.                                                 | SV Aspern                | 12  | 2  | 4 | 6  | 015:200 | −5    | 08     |
| 6.                                                 | 1. DFC Leoben            | 12  | 3  | 2 | 7  | 012:350 | −23   | 08     |
| 7.                                                 | DFC Alland-Brunn DO1 (N) | 12  | 0  | 2 | 10 | 008:420 | −34   | 02     |
| Stand: Endstand. Quelle: RSSSF, Union Kleinmünchen |                          |     |    |   |    |         |       |        |

| (M) | Österreichischer Fußball-Frauenmeister 1980/81 |
| (C) | ÖFB-Ladies-Cup-Sieger 1980/81                  |
| (N) | Neuaufsteiger der Saison 1980/81               |

Aufsteiger
- Damenliga Ost (2. LSt.): ASV 13, USC Halbturn, KSV Wiener Berufsschulen

## Zweite Leistungsstufe – Damenliga Ost

### Modus
Jeder spielte gegen jeden zweimal in insgesamt 16 Runden. Ein Sieg wurde mit zwei Punkten belohnt, ein Unentschieden mit einem Zähler.

### Saisonverlauf
Die Liga setzte sich wie Vorjahr aus neun Klubs zusammen. Der SV Großfeldsiedlung und der SC Lanzenkirchen waren nicht vertreten, dafür wieder der USC Halbturn, der SC Katzelsdorf und der SC Wullersdorf. Die B-Mannschaften von der USC Landhaus und SV Aspern wären auch im Falle einer Platzierung in den ersten drei Rängen nicht aufgestiegen, da bereits ihre A-Mannschaften in der höchsten Spielklasse vertreten sind. Meister wurde der KSV Wiener Berufsschulen, die damit neben den zweitplatzierten ASV 13 sowie drittplatzierten USC Halbturn in der nächsten Saison in der höchsten Leistungsstufe vertreten sein wird.

### Abschlusstabelle
Die Meisterschaft endete mit folgendem Ergebnis:
| Pl.              | Verein                   | Sp. | S  | U | N  | Tore    | Diff. | Punkte |
| ---------------- | ------------------------ | --- | -- | - | -- | ------- | ----- | ------ |
| 1.               | KSV Wiener Berufsschulen | 16  | 11 | 4 | 1  | 069:150 | +54   | 26     |
| 2.               | ASV 13                   | 16  | 10 | 4 | 2  | 043:100 | +33   | 24     |
| 3.               | USC Halbturn (N)         | 16  | 11 | 2 | 3  | 055:270 | +28   | 24     |
| 4.               | USC Landhaus II          | 16  | 11 | 1 | 4  | 041:110 | +30   | 23     |
| 5.               | SC Katzelsdorf (N)       | 16  | 5  | 4 | 7  | 024:290 | −5    | 14     |
| 6.               | SV Aspern II             | 16  | 6  | 2 | 8  | 026:430 | −17   | 14     |
| 7.               | SC Wullersdorf (N)       | 16  | 4  | 4 | 8  | 021:660 | −45   | 12     |
| 8.               | 1. SC Sollenau           | 16  | 1  | 3 | 12 | 014:550 | −41   | 05     |
| 9.               | SV Baden                 | 16  | 0  | 2 | 14 | 003:400 | −37   | 02     |
| Stand: Endstand. |                          |     |    |   |    |         |       |        |

| (A) | Absteiger der Saison 1980/81     |
| (N) | Neueinsteiger der Saison 1980/81 |

Aufsteiger
- Burgenland: keiner
- Niederösterreich: DFC Ostbahn XI II, KSV Wiener Berufsschulen II
- Wien: keiner